# Wilhelm-Niessen-Straße 9 (Mönchengladbach)

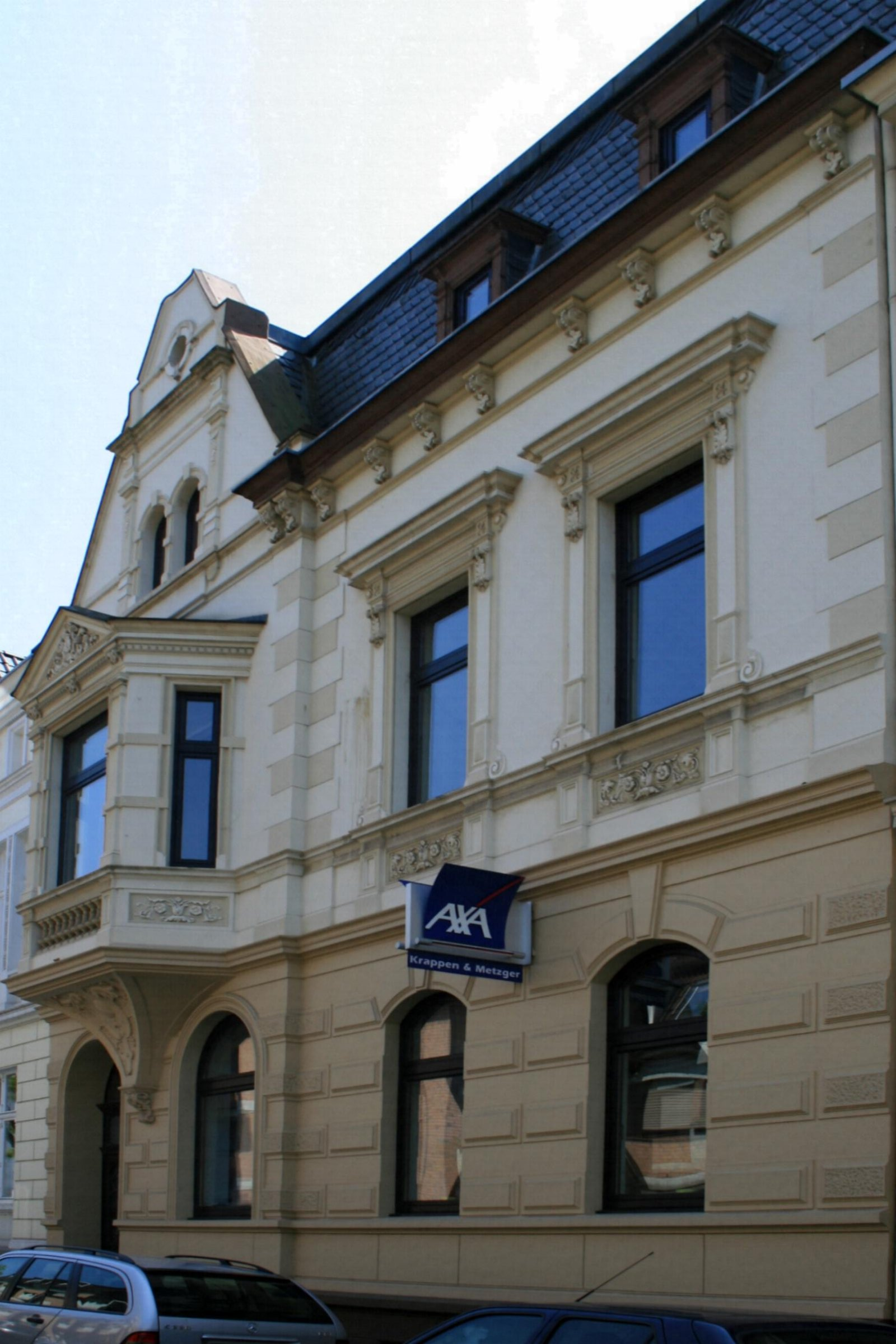
Wohngeschäftshaus (2010)

Das Wohngeschäftshaus Wilhelm-Niessen-Straße 9 steht im Stadtteil Odenkirchen in Mönchengladbach (Nordrhein-Westfalen).
Das Gebäude wurde um die Jahrhundertwende erbaut und unter Nr. W 002 am 4. Dezember 1984 in die Denkmalliste der Stadt Mönchengladbach eingetragen.

## Architektur
Die Wilhelm-Niessen-Straße liegt in der Nähe der ev. Kirche Odenkirchens. Haus Nr. 9. ist ein zweigeschossiges Wohnhaus mit einem ausgebauten, schiefergedeckten Mansarddach.